# Rosalía Mera
Rosalía Mera Goyenechea (La Coruña, 28 gennaio 1944 – La Coruña, 15 agosto 2013) è stata un'imprenditrice spagnola, fondatrice della catena internazionale di negozi di abbigliamento Zara.

## Carriera
Iniziò disegnando lingerie.

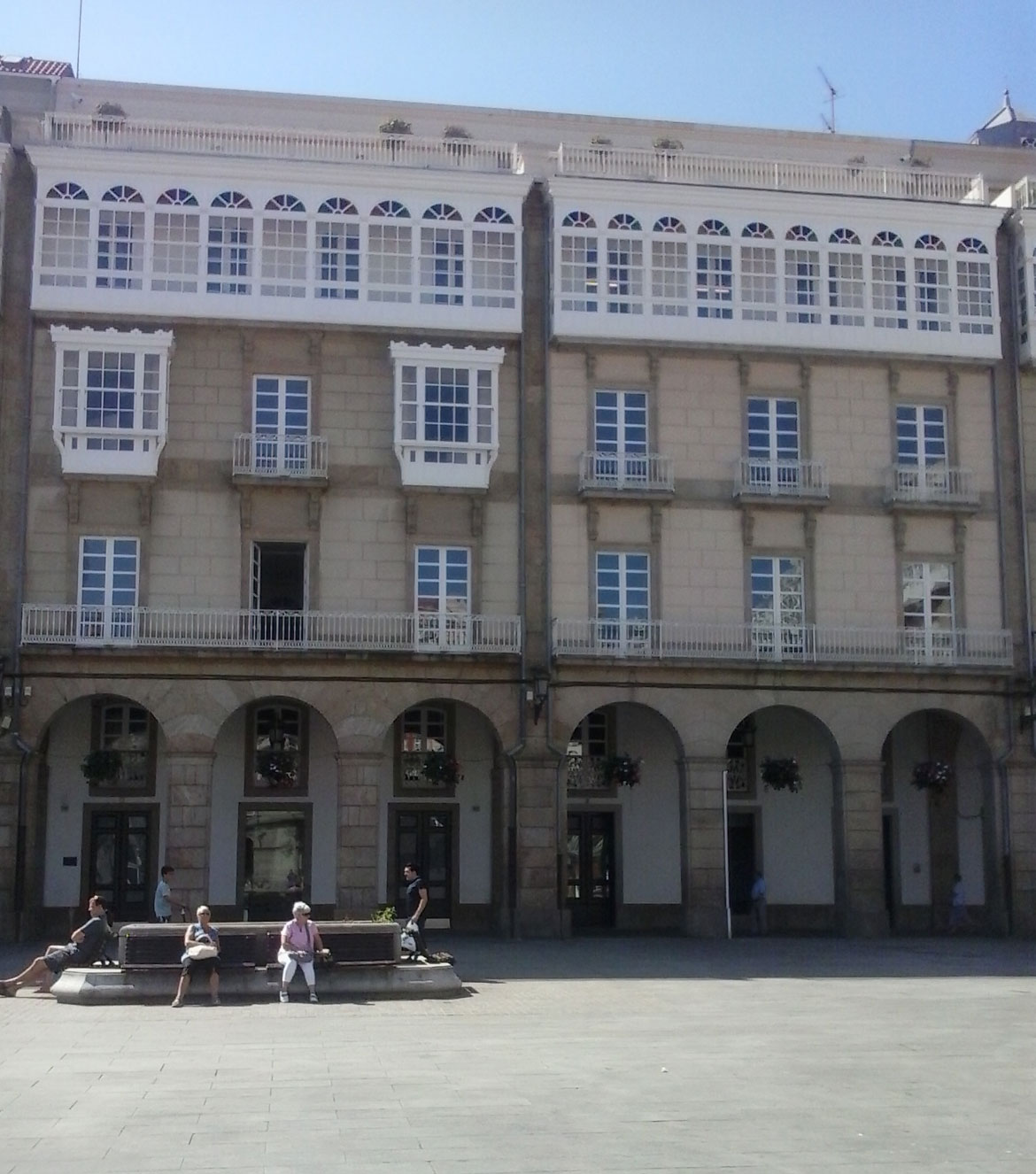
Fundación Paideia María Pita, Coruña Galizia

Fondò, insieme al marito Amancio Ortega, il gruppo Inditex e la linea di abbigliamento Zara di cui, anche dopo il divorzio, mantenne una quota di proprietà del 7%.
I suoi interessi spaziarono anche nel settore delle attrezzature per il rilevamento delle impronte digitali, in un'azienda specializzata nella ricerca di cure per il tumore attraverso organismi marini; fu presidente della fondazione Paideia, un'organizzazione caritatevole.
Fu una tra le donne più ricche del mondo, la prima in Spagna, con un patrimonio personale stimato di 6,1 miliardi di dollari, e venne inserita al 66º posto nella classifica delle donne più potenti del mondo nel 2013.
È deceduta a 69 anni per emorragia cerebrale. È sepolta nel cimitero della chiesa di Santa Eulalia dei Liáns, in Oleiros (La Coruña).

## Vita personale
Era divorziata da Amancio Ortega dal 1986. Aveva due figli, di nome Sandra e Marcos.
Nel maggio 2013 si è detta contraria alla riforma della legge sull'aborto in Spagna promossa dal ministro Alberto Ruiz-Gallardón, membro del Partito Popolare guidato da Mariano Rajoy, che cercava di modificare i limiti di legge approvati sotto il governo di José Luis Rodríguez Zapatero nel 2010.

## Patrimonio
La sua attività principale era 6,99% del capitale di Inditex, valutato a 2,4 miliardi di euro.